# Верхние Юшады
Верхние Юшады (тат. Югары Юшады) — село в Мензелинском районе Татарстана. Административный центр Юшадинского сельского поселения.

## География
Находится в восточной части Татарстана на расстоянии приблизительно 18 км на юг-юго-запад по прямой от районного центра города Мензелинск.

## История
Известно с 1704 года. В советское время работали колхозы «9-е января», совхозы «Урожай», «Ямашевский», «Юшадинский». Относится к числу населенных пунктов с кряшенским населением.

## Население
Постоянных жителей было: в 1795—221, в 1859—373, в 1870—439, в 1884—520, в 1897—657, в 1906—743, в 1913—887, в 1920—800, в 1926—800, в 1938—627, в 1949—383, в 1958—312, в 1979—205, в 1989—151, в 2002—185 (татары 88 %, фактически кряшены), 169 в 2010.